# Gjirokastër (huyện)
Gjirokastër là một quận thuộc hạt Gjirokastër, Albania. Quận này có diện tích 1137 km² và dân số năm 2002 là 55991 người, mật độ 49 người/km².